# Arrondissement d'Angerburg
L'arrondissement d'Angerburg est un arrondissement prussien de Prusse-Orientale, créé en 1818 et existant jusqu'en 1945. Il se situe dans la région des lacs de Mazurie en Mazurie. La ville d'Angerburg est le chef-lieu de l'arrondissement.

## Histoire
Depuis la réforme des arrondissements de Prusse-Orientale de 1752, la plus grande partie du territoire de l'arrondissement d'Angerburg appartient alors à l'arrondissement de Seehesten (de), qui comprend les anciens bureaux principaux de Prusse-Orientale d'Angerburg, Lötzen, Rhein et Seehesten ainsi que l'office héréditaire de Neuhoff .
Dans le cadre des réformes administratives prussiennes, "l'ordonnance relative à l'amélioration de l'organisation des autorités provinciales" du 30 avril 1815 rend nécessaire une réforme complète des arrondissements dans toute la Prusse-Orientale, car les arrondissements créés en 1752 s'étaient révélés inadaptés et trop grands. Le 1er septembre 1818, le nouveau arrondissement d'Angerburg est créé dans le district de Gumbinnen à partir de la partie nord de l'arrondissement de Seehesten. Cela comprend les paroisses d'Angerburg (de) (ville et campagne), Benkheim (de), Buddern (de), Engelstein (de), Possessern (de) (depuis 1887), Kruglanken (de), Kutten (de), Olschöwen (Kanitz) (de) (depuis 1897) et Rosengarten (de) (avec une antenne à Doben (de)). Le bureau de l'arrondissement est à Angerburg.
Depuis le 3 décembre 1829, l'arrondissement appartient - après la fusion des provinces de Prusse-Orientale et de Prusse-Occidentale - à la nouvelle province de Prusse dont le siège est à Königsberg
Après la division de la province de Prusse en provinces de Prusse-Orientale et de Prusse-Occidentale, l'arrondissement d'Angerburg devient partie intégrante de la Prusse-Orientale le 1er avril 1878. Le 10 août 1876, les communes d'Alt Gurren (de) et de Neu Gurren (de) et le district de domaine de Gurren (de) sont transférés de l'arrondissement de Darkehmen (de) à l'arrondissement d'Angerburg. Le district du domaine de Brozeitschen est  transféré de l'arrondissement d'Angerburg à l'arrondissement de Darkehmen. Le 30 septembre 1929, une réforme territoriale a lieu dans l'arrondissement d'Angerburg conformément au développement dans le reste de l'État libre de Prusse, dans lequel tous les districts de domaine sauf deux sont dissous et attribués aux communes voisines. Dans le même temps, le district du domaine de Serwillen de l'arrondissement de Rastenburg (de) est intégré à l'arrondissement d'Angerburg.
Vers la fin de la Seconde Guerre mondiale, le quartier est occupé par l'Armée rouge en janvier 1945. À l'été 1945, l'arrondissement est placé sous administration polonaise par les forces d'occupation soviétiques conformément à l'Accord de Potsdam (de). Dans la mesure où la population allemande n'a pas fui, la plupart d'entre eux sont expulsés de l'arrondissement dans la période qui suit.
Après la Seconde Guerre mondiale, l'arrondissement de Rotenburg (Wümme) prend en charge le parrainage de l'ancien arrondissement d'Angerburg.

## Évolution de la démographie
| Année | Habitants | Source |
| ----- | --------- | ------ |
| 1818  | 21 172    | [ 2 ]  |
| 1846  | 31 630    | [ 3 ]  |
| 1871  | 38 512    | [ 4 ]  |
| 1890  | 35 951    | [ 5 ]  |
| 1900  | 34 843    | [ 5 ]  |
| 1910  | 35 635    | [ 5 ]  |
| 1925  | 38 526    | [ 5 ]  |
| 1933  | 39 745    | [ 5 ]  |
| 1939  | 41 527    | [ 5 ]  |

## Politique

### Administrateurs de l'arrondissement
| 1818–184800von Köller 1848–186100Hermann Schmidt 1861–186700Julius Feige 1867–186900Ludwig von Staudy (de) 1869–187500Gustav von Salmuth (de) 1875–188300Franz Köhn von Jaski 1883–189200Ernst von Kannewurff (de) 1892–190400Karl Beeckmann | 1904–191500Wilhelm Heyl (de) 1915–192000Kurt Wiechert (de) 1920–192800Otto Streicher (de) 1928–193000Wilhelm Ellinghaus (de) 1930–193300Franz Rudnitzki (de) 1933–193700Otto Braun (de) 1937–193900Clemens Roßbach 1939–194500Adolf Westphalen |

### Élections
Dans l'Empire allemand, l'arrondissement d'Angerburg et l'arrondissement de Lötzen (de) forment la 5e circonscription du district de Gumbinnen (de).

## Constitution communale
Depuis le XIXe siècle, l'arrondissement d'Angerburg est divisé en la ville d'Angerburg, en communes rurales et en districts de domaine. Avec l'introduction de la loi constitutionnelle prussienne sur les communes du 15 décembre 1933 ainsi que le code communal allemand du 30 janvier 1935, le principe du leader est appliqué au niveau municipal. Une nouvelle constitution d'arrondissement n'est plus créée; Les règlements de l'arrondissement pour les provinces de Prusse-Orientale et Occidentale, de Brandebourg, de Poméranie, de Silésie et de Saxe du 19 mars 1881 restent applicables.

## Ville et communes

### Division administrative en 1945
Le 1er janvier 1945, l'arrondissement d'Angerburg se compose de 71 communes, dont la ville d'Angerburg, ainsi que de trois districts de domaine :
| District de bureau & Communes                                                        | Population (1939) | Commentaires                                                                        |
| Ville Angerburg                                                                      |                   |                                                                                     |
| 1. Angerburg, ville                                                                  | 10.922            |                                                                                     |
| District de bureau d'Albrechtswiesen (jusqu'en 1938 Popiollen)                       |                   |                                                                                     |
| 1. Albrechtswiesen (de)                                                              | 494               | 16 juillet 1938 rebaptisé, anciennement Popiollen                                   |
| 2. Birkenhöhe (Ostpr.) (de)                                                          | 241               | 16 juillet 1938 rebaptisé, anciennement Brosowken                                   |
| 3. Lindenwiese (de)                                                                  | 256               | Rebaptisé en 1923, anciennement Klein Pillacken                                     |
| 4. Sonnheim (de)                                                                     | 315               | Rebaptisé en 1927, anciennement Krzywinsken                                         |
| District de bureau de Benkheim                                                       |                   |                                                                                     |
| 1. Benkheim                                                                          | 1.970             |                                                                                     |
| 2. Rochau (Ostpr.)                                                                   | 299               | 16 juillet 1938 rebaptisé, anciennement Mitschullen                                 |
| 3. Talheim                                                                           | 391               | 24 avril 1904 rebaptisé, anciennement Polnisch Dombrowken                           |
| 4. Wolken, Remonte Depot, district de domaine                                        | 54                | 17 juillet 1940 rebaptisé, anciennement Sperling, district de domaine               |
| District de bureau de Borken                                                         |                   |                                                                                     |
| 1. Borker Heide, Anteil Kr. Angerburg, Forst, district de domaine (en partie)        | 0                 |                                                                                     |
| District de bureau de Borkenwalde (jusqu'en 1931 Regulowken)                         |                   |                                                                                     |
| 1. Borkenwalde                                                                       | 310               | 7 juillet 1930 rebaptisé, anciennement Mosdzehnen                                   |
| 2. Jorken                                                                            | 354               | 16 juillet 1938 rebaptisé, anciennement Jorkowen                                    |
| 3. Siewen                                                                            | 259               |                                                                                     |
| District de bureau de Buddern                                                        |                   |                                                                                     |
| 1. Buddern (de)                                                                      | 897               |                                                                                     |
| 2. Gronden (de)                                                                      | 367               |                                                                                     |
| District de bureau de Doben                                                          |                   |                                                                                     |
| 1. Doben                                                                             | 227               | 8 mai 1930 rebaptisé, anciennement Kühnort                                          |
| District de bureau de Engelstein                                                     |                   |                                                                                     |
| 1. Engelstein (de)                                                                   | 592               |                                                                                     |
| 2. Rehsau (de)                                                                       | 334               |                                                                                     |
| District de bureau de Groß Strengeln                                                 |                   |                                                                                     |
| 1. Groß Strengeln (de)                                                               | 262               |                                                                                     |
| 2. Schwenten (de)                                                                    | 828               | 16 juillet 1938 rebaptisé, anciennement Ogonken                                     |
| District de bureau de Großgarten (jusqu'en 1938 Possessern)                          |                   |                                                                                     |
| 1. Bergensee (de)                                                                    | 431               | 23 septembre 1931 rebaptisé, anciennement Pietzarken                                |
| 2. Großgarten                                                                        | 1.551             | 16 juillet 1938 rebaptisé, anciennement Possessern                                  |
| District de bureau de Guja                                                           |                   |                                                                                     |
| 1. Groß Guja (de)                                                                    | 447               |                                                                                     |
| 2. Raudensee (de)                                                                    | 373               | 16 juillet 1938 rebaptisée, anciennement Groß Wessolowen                            |
| 3. Wieskoppen (de)                                                                   | 154               | 16 juillet 1938 rebaptisée, anciennement Biedaschken                                |
| District de bureau de Haarschen (jusqu'en 1936 Haarßen)                              |                   |                                                                                     |
| 1. Haarschen (de)                                                                    | 811               | Rebaptisé le 17 septembre 1936, anciennement Haarßen                                |
| District de bureau de Heidenberg (jusqu'en 1926 Grodzisko, jusqu'en 1938 Schloßberg) |                   |                                                                                     |
| 1. Heidenberg (de)                                                                   | 540               | 16 juillet 1938 rebaptisé, anciennement Schloßberg, jusqu'au 23 mars 1936 Grodzisko |
| 2. Steinwalde (de)                                                                   | 363               | Rebaptisé le 14 février 1923, anciennement Gross Pillacken                          |
| District de bureau d'Heydtwalde                                                      |                   |                                                                                     |
| 1. Borker Heide, Anteil Kr. Angerburg, Forst, district de domaine (reste)            | 0                 |                                                                                     |
| District de bureau de Kanitz (jusqu'en 1938 Olschöwen)                               |                   |                                                                                     |
| 1. Gurren (de)                                                                       | 402               |                                                                                     |
| 2. Kanitz (de)                                                                       | 509               | 16 juillet 1938 rebaptisée, anciennement Olschöwen                                  |
| 3. Wensen (de)                                                                       | 240               | 16 juillet 1938 rebaptisé, anciennement Wensowken                                   |
| District de bureau de Kehlen                                                         |                   |                                                                                     |
| 1. Kehlen (de)                                                                       | 777               |                                                                                     |
| District de bureau de Kruglanken                                                     |                   |                                                                                     |
| 1. Andreastal (de)                                                                   | 456               | 16 juillet 1938 rebaptisé, anciennement Willudden                                   |
| 2. Kruglanken                                                                        | 1.222             |                                                                                     |
| 3. Soldahnen                                                                         | 430               |                                                                                     |
| District de bureau de Kutten                                                         |                   |                                                                                     |
| 1. Hochsee                                                                           | 193               | 16 juillet 1938 rebaptisé, anciennement Zabinken                                    |
| 2. Jakunen (de)                                                                      | 749               | 16 juillet 1938 rebaptisé, anciennement Jakunowken                                  |
| 3. Kutten (de)                                                                       | 413               |                                                                                     |
| District de bureau de Lissen                                                         |                   |                                                                                     |
| 1. Herbsthausen (de)                                                                 | 385               | jusqu'au 31 mars 1938 : Sawadden (de), Mitschkowken (de) et Budzisken (de)          |
| 2. Kerschken (de)                                                                    | 311               |                                                                                     |
| 3. Lissen (de)                                                                       | 749               |                                                                                     |
| District de bureau de Paulswalde                                                     |                   |                                                                                     |
| 1. Angertal (de)                                                                     | 173               | 26 août 1929 rebaptisé, anciennement Jakunowen                                      |
| 2. Geroldswalde (de)                                                                 | 215               | 16 juillet 1938 rebaptisé, anciennement Wilkowen                                    |
| 3. Paulswalde (de)                                                                   | 425               |                                                                                     |
| 4. Stullichen (de)                                                                   | 175               |                                                                                     |
| District de bureau de Perlswalde (jusqu'en 1939: Brosowen)                           |                   |                                                                                     |
| 1. Hartenstein (Ostpr.) (de)                                                         | 412               |                                                                                     |
| 2. Perlswalde (de)                                                                   | 325               |                                                                                     |
| District de bureau de Rosengarten                                                    |                   |                                                                                     |
| 1. Langbrück (de)                                                                    | 383               |                                                                                     |
| 2. Masehnen (de)                                                                     | 374               |                                                                                     |
| 3. Rosengarten                                                                       | 1.139             |                                                                                     |
| District de bureau de Salpen (jusqu'en 1938 Sobiechen)                               |                   |                                                                                     |
| 1. Salpen (de)                                                                       | 537               | 16 juillet 1938 rebaptisée, anciennement Sobiechen                                  |
| 2. Treugenfließ (de)                                                                 | 138               | 16 juillet 1938 rebaptisée, anciennement Pietrellen                                 |
| District de bureau de Seehausen                                                      |                   |                                                                                     |
| 1. Knobbenort                                                                        | 193               |                                                                                     |
| 2. Seehausen                                                                         | 450               | 21 janvier 1927 rebaptisé, anciennement Jesziorowsken                               |
| District de bureau de Siewken                                                        |                   |                                                                                     |
| 1. Siewken                                                                           | 401               |                                                                                     |
| District de bureau de Soltmahnen                                                     |                   |                                                                                     |
| 1. Neu Freudenthal                                                                   | 284               |                                                                                     |
| 2. Soltmahnen                                                                        | 517               |                                                                                     |
| District de bureau de Steinort                                                       |                   |                                                                                     |
| 1. Paßdorf (de)                                                                      | 377               | 16 juillet 1938 rebaptisé, anciennement Pristanien                                  |
| 2. Steinort                                                                          | 629               |                                                                                     |
| 3. Taberlack (de)                                                                    | 255               |                                                                                     |
| District de bureau de Sunkeln                                                        |                   |                                                                                     |
| 1. Altheide (de), Anteil Kreis Angerburg, Forst, district de domaine                 | 0                 | Rebaptisé le 16 juillet 1938, anciennement Skallischen                              |
| 2. Groß Budschen (de)                                                                | 436               |                                                                                     |
| 3. Sunkeln (de)                                                                      | 175               |                                                                                     |
| District de bureau de Surminnen                                                      |                   |                                                                                     |
| 1. Kulsen (de)                                                                       | 330               |                                                                                     |
| 2. Ostau (de)                                                                        | 229               | 16 juillet 1938 rebaptisé, anciennement Sapallen                                    |
| 3. Surminnen (de)                                                                    | 455               |                                                                                     |
| District de bureau de Thiergarten (jusqu'en 1938 Prinowen)                           |                   |                                                                                     |
| 1. Primsdorf (de)                                                                    | 401               | 16 juillet 1938 rebaptisé, anciennement Prinowen                                    |
| 2. Thiergarten (de)                                                                  | 635               |                                                                                     |
| District de bureau de Wenzken                                                        |                   |                                                                                     |
| 1. Dowiaten (de)                                                                     | 205               |                                                                                     |
| 2. Wenzken (de)                                                                      | 510               |                                                                                     |
| District de bureau de Wiesental                                                      |                   |                                                                                     |
| 1. Gembalken (de)                                                                    | 139               |                                                                                     |
| 2. Klein Strengeln (de)                                                              | 345               |                                                                                     |
| 3. Kleinkutten (de)                                                                  | 231               | Rebaptisée le 16 juillet 1938, anciennement Przytullen                              |
| 4. Wiesental (de)                                                                    | 364               | jusqu'en 1907 Przerwanken                                                           |

Incorporations jusqu'en 1945
| - Alt Gurren (de), le 28 avril 1927 à Gurren - Alt Perlswalde (de), au 1er avril 1938 à Perlswalde - Budzisken (de), le 1er avril 1938 à Herbsthausen - Gassöwen (de), le 1er avril 1938 à Schlossberg - Grieslack (de), le 30 septembre 1928 à Masehnen - Grondischken, le 30 septembre 1928 à Gronden - Janellen, le 17 octobre 1928 à Benkheim | - Mitchkovken (de), le 1er avril 1938 à Herbsthausen - Neu Guja (de), le 28 décembre 1910 au district de domaine Klein Guja - Neu Gurren (de), le 28 avril 1927 à Gurren - Neu Perlswalde (de), le 1er avril 1938 à Perlswalde - Roggen (de), le 30 septembre 1928 à Haarssen - Sawadden (de), le 1er avril 1938 à Herbsthausen - Ziemian (de), le 30 septembre 1928 à Kulsen |

## Changements de noms de lieux
Le 3 juin 1938 - avec confirmation officielle du 16 juillet 1938 - le Gauleiter et haut président de Prusse-Orientale Erich Koch, publie également un certain nombre de changements de noms de lieux dans l'arrondissement d'Angerburg.
- Biedaschken (de): Wieskoppen
- Brosowen (de): Hartenstein (Ostpr.)
- Brosowken (de): Birkenhöhe (Ostpr.)
- Brosowkenberg (de): Birkenstein
- Grodzisko (de) (à partir de 1925:) Schloßberg
- Groß Pillacken (de) (à partir de 1923:) Steinwalde
- Groß Sackautschen (de): Großsackau
- Groß Wessolowen (de): Raudensee
- Haarszen (de) (à partir de 1936:) Haarschen
- Jakunowen (de) (à partir de 1929:) Angertal
- Jakunowken (de): Jakunen
- Jesziorowsken (à partir de 1927:) Seehausen
- Jorkowen: Jorken
- Jurgutschen (de): Jürgenshof
- Klein Dombrowken (de): Dammfelde
- Klein Pillacken (de) (à partir de 1923:) Lindenwiese
- Klein Sawadden: Buttenhof
- Krzywinsken (de) (à partir de 1927:) Sonnheim
- Kühnort (à partir de 1930:) Doben
- Mitschullen (de): Rochau (Ostpr.)
- Mosdzehnen (à partir de 1930:) Borkenwalde
- Neu Haarszen (de) (à partir de 1936:) Neu Haarschen
- Ogonken (de): Schwenten
- Olschöwen (de): Kanitz
- Pietrellen (de): Treugenfließ
- Pietzarken (de) (à partir de 1931:) Bergensee
- Polnisch Dombrowken (de) (à partir de 1904:) Talheim
- Popiollen (de): Albrechtswiesen
- Possessern: Großgarten
- Prinowen (de): Primsdorf
- Pristanien (de): Paßdorf
- Przerwanken (de) (à partir de 1907:) Wiesenthal
- Przytullen (de): Kleinkutten
- Sapallen (de): Ostau
- Sawadden (de): Herbsthausen A
- Schloßberg (de) (jusqu'en 1925: Grodzisko): Heidenberg
- Schupowen (de): Schuppau
- Sobiechen (de): Salpen
- Stawken (de): Staken
- Stawisken (de): Teichen
- Walisko: Waldsee
- Wensowken (de): Wensen
- Wilkowen (de): Geroldswalde
- Willudden (de): Andreastal
- Zabinken: Hochsee